# Psoraceae
Famille
Les Psoraceae sont une famille de champignons lichénisés, des lichens au thalle encroûtant ou squamuleux. Elle comporte un peu plus de  50 espèces.

## Liste des genres

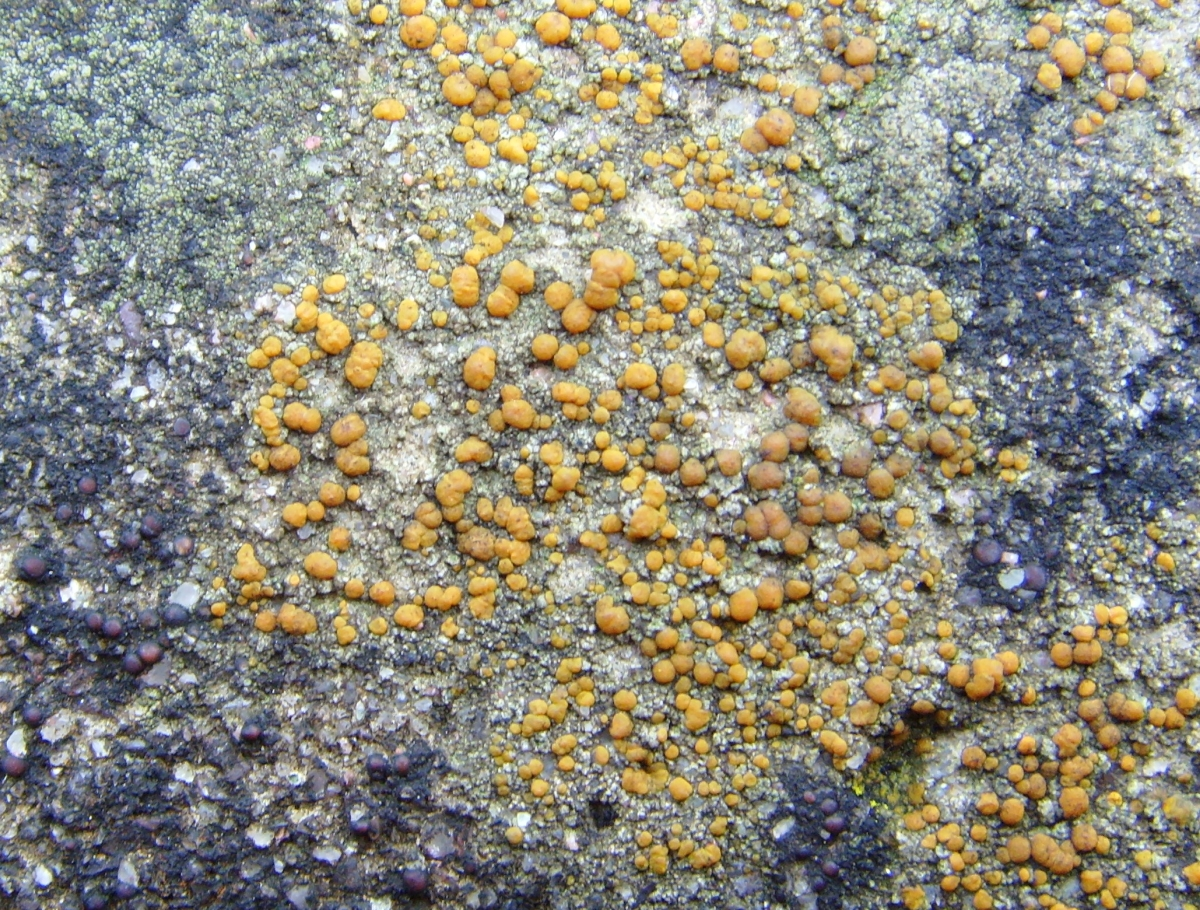
Protoblastenia rupestris

Selon Myconet :
- Eremastrella
- Glyphopeltis
- Protoblastenia
- Protomicarea – incertae sedis
- Psora
- Psorula